# Cándido Martínez Montenegro
Cándido Martínez y Montenegro (Mondoñedo, 1831-Madrid, 1899) fue un político, jurista, funcionario y periodista español.

## Biografía
Nacido el 9 de marzo de 1831 en la localidad lucense de Mondoñedo, fue hombre político, jurisconsulto y funcionario. Contribuyó a sostener varios periódicos de carácter liberal. Falleció el 20 de diciembre de 1899 en Madrid. Como político obtuvo varias veces escaño de diputado a Cortes desde 1871 hasta su muerte por el distrito de su localidad natal.